# إليزابيث لامب
إليزابيث لامب (بالإنجليزية: Elizabeth Chuah Lamb) هي منافسة ألعاب القوى نيوزيلندية، ولدت في 12 مايو 1991.

## وصلات خارجية
- إليزابيث لامب على موقع الاتحاد الدولي لألعاب القوى (الإنجليزية)